# جنگ گرجستان و ارمنستان
جنگ گرجستان و ارمنستان یک جنگ اختلاف سرزمینی کوتاه بود که در دسامبر ۱۹۱۸ بین جمهوری دموکراتیک گرجستان و اولین جمهوری ارمنستان بر سر مناطق موردمناقشه در استان لوری و آخالکالاکی رخ داد.

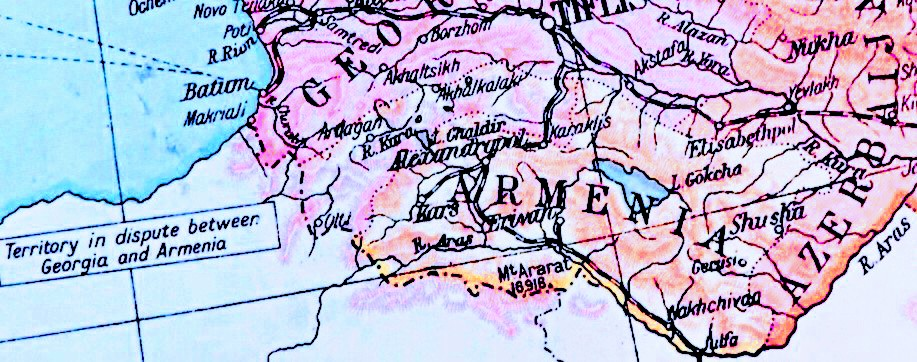
نقشه سال ۱۹۲۰ از منطقه مورد اختلاف بین گرجستان و ارمنستان در سال‌های ۱۹۱۸-۱۹۲۰

در ماه مه ۱۹۱۸، در اواخر جنگ جهانی اول، ارمنستان و گرجستان هر دو استقلال خود را اعلام کردند و اتحاد کوتاه‌مدت بین خود را از بین بردند. هم گرجستان و هم ارمنستان مدعی مالکیت لوری و آخالکالاکی بودند که هر دو عمدتاً ارمنی‌نشین بودند. اختلاف مرزی در ۷ دسامبر ۱۹۱۸ به یک درگیری نظامی آشکار تبدیل شد. نیروهای ارمنی قبل از اینکه نیروهای گرجی بتوانند ضدحمله‌هایی را ترتیب دهند، حملاتی را آغاز کردند که آنها را به ۱۰ کیلومتری پایتخت گرجستان، تفلیس، رساند. مداخله متفقین منجر به آتش‌بس شد. نبردها تا نیمه‌شب ۳۱ دسامبر که آتش‌بس برقرار شد، ادامه یافت. 

یک منطقه بی‌طرف، تحت نظارت متفقین، در ناحیه بورچالی اعلام شد که بعداً بین دو ایالت تقسیم شد.  جمعیت بزرگ ارمنی تفلیس و دیگر مناطق تحت کنترل گرجستان، هم در طول جنگ و هم پس از آن، در معرض دستگیری‌های گسترده و سایر اشکال آزار و اذیت قرار گرفتند.  ارمنستان در هدف اولیه تقریباً محقق شده خود برای به دست آوردن زمین تا رودخانه خرامی موفق نشد و کل جنگ در زمینی رخ داد که قبلاً توسط گرجستان کنترل می‌شد. 
نتیجه جنگ قطعی تلقی نمی‌شود، چرا که طرف ارمنی آزادسازی موفقیت‌آمیز سرزمین‌های ارمنستان و طرف گرجی دفاع موفقیت‌آمیز در برابر تهاجم را اعلام کرد. 

## پیش‌زمینه

### انقلاب روسیه

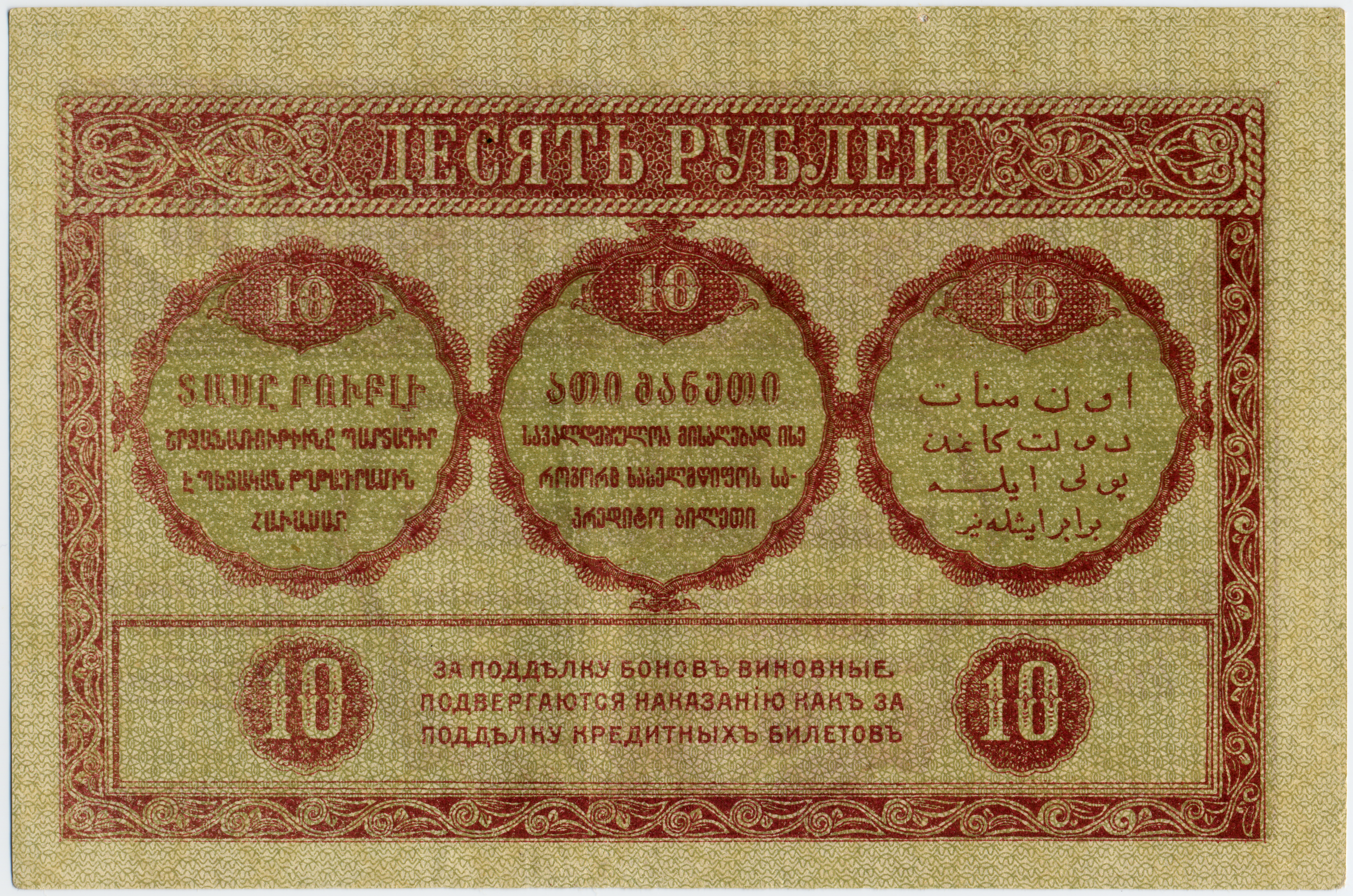
اسکناس 10 روبلی کمیساریای قفقاز

پس از انقلاب فوریه، دولت موقت روسیه کمیته ویژه ماوراء قفقاز را برای اداره منطقه منصوب کرد.  با این حال، پس از انقلاب اکتبر، کمیته ویژه ماوراء قفقاز در 11 نوامبر 1917 توسط کمیساریای ماوراء قفقاز، مستقر در تفلیس، جایگزین شد.  کمیساریای مذکور در 5 دسامبر 1917 آتش‌بس ارزنجان را با امپراتوری عثمانی منعقد کرد که به درگیری مسلحانه محلی با امپراتوری عثمانی پایان داد.  کمیساریای مذکور به طور فعال در پی سرکوب نفوذ بلشویک‌ها و در عین حال، دنبال کردن مسیری به سوی استقلال ماوراء قفقاز از روسیه شوروی بود. این شامل ایجاد یک نهاد قانونگذاری به نام شورای ماوراء قفقاز بود که کمیساریای مذکور در 23 ژانویه 1918 پس از انحلال مجلس مؤسسان روسیه توسط بلشویک‌ها، اختیارات خود را به آن واگذار کرد.  دستور کار جدایی‌طلبانه و ضد بلشویکی در نهایت شورای ماوراء قفقاز را با دولت مرکزی درگیر کرد. در 3 مارس، روس‌ها پیمان برست-لیتوفسک را امضا کردند که نشانگر خروج روسیه از جنگ جهانی اول بود.  در این پیمان، روسیه موافقت کرد که سرزمین‌های به دست آمده در طول جنگ روسیه و ترکیه در سال‌های 1877-1878 را بازگرداند، با وجود اینکه این سرزمین‌ها تحت کنترل مؤثر نیروهای ارمنی و گرجی بودند.  کنفرانس صلح ترابزون بین امپراتوری عثمانی و سیم در 4 مارس آغاز شد و تا آوریل ادامه یافت.  عثمانی‌ها پیشنهاد دادند که در ازای به رسمیت شناختن بازپس‌گیری استان‌های آناتولی شرقی که در برست-لیتوفسک اعطا شده بود، از تمام جاه‌طلبی‌های خود در قفقاز دست بکشند. 

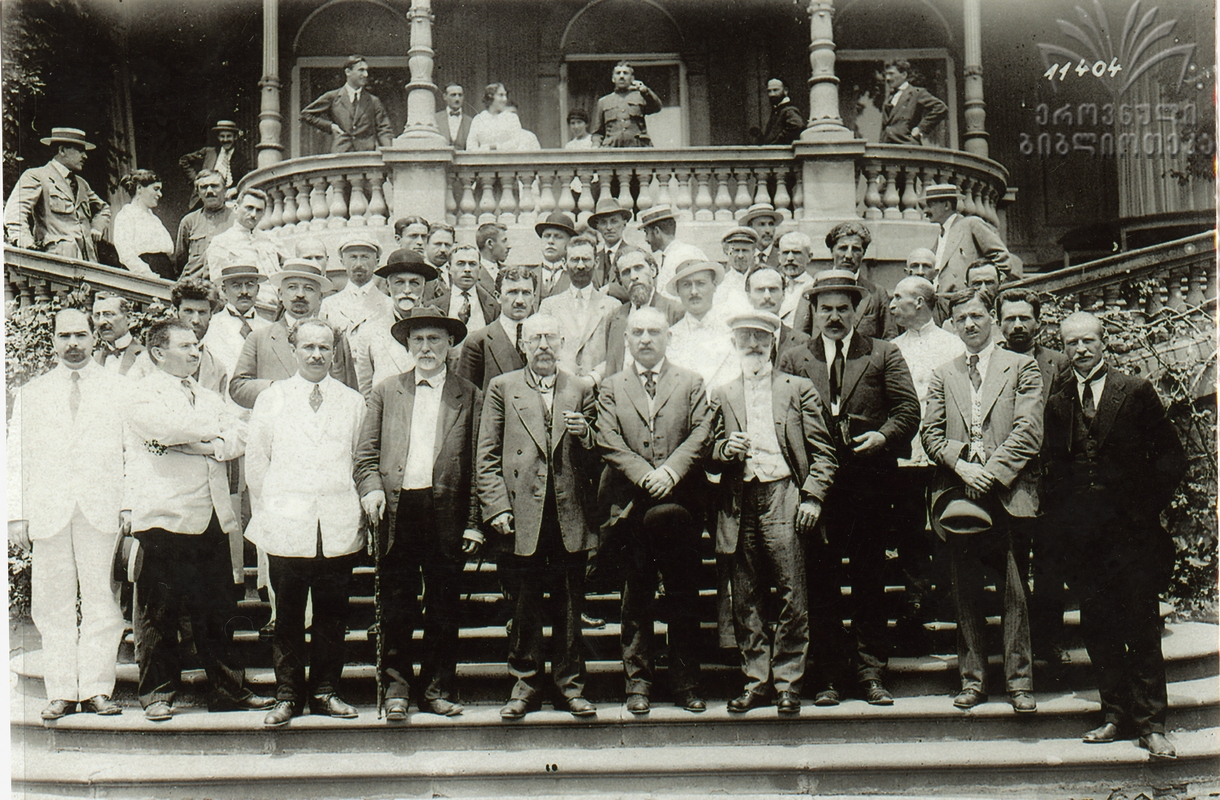
اعضای کنسول ملی گرجستان

در آن زمان، سیاستمداران برجسته گرجستان، اتحاد با آلمان را تنها راه جلوگیری از اشغال گرجستان توسط امپراتوری عثمانی می‌دانستند.  در نتیجه، شورای ملی گرجستان در 26 مه استقلال جمهوری دموکراتیک گرجستان را اعلام کرد و دو روز بعد، پیمان پوتی را با آلمان امضا کرد تا خود را تحت حمایت آلمان قرار دهد.   روز بعد، شورای ملی مسلمانان تأسیس جمهوری دموکراتیک آذربایجان را اعلام کرد.  شورای ملی ارمنستان که تا حد زیادی توسط متحدانش رها شده بود، در 28 مه استقلال خود را اعلام کرد.  در 4 ژوئن، امپراتوری عثمانی پیمان باتوم را با هر یک از سه ایالت ماوراء قفقاز امضا کرد که به درگیری با امپراتوری عثمانی پایان داد.  این پیمان، نیمه جنوبی زیربخش ارمنی‌نشین لوری (اوچاستوک) و ناحیه آخالکالاکی را به عثمانی‌ها واگذار کرد، اما مرزهای بین ایالت‌های جدید ماوراء قفقاز را به طور دقیق مشخص نکرد.  به منظور جلوگیری از دسترسی مستقیم عثمانی‌ها به تفلیس، واحدهای گرجی با حمایت افسران آلمانی، شمال لوری را تصرف کردند و در امتداد رودخانه دزوراگت پاسگاه‌هایی تأسیس کردند.  نخست وزیر گرجستان، نوئه ژوردانیا، به شورای ملی ارمنستان اطمینان داد که این اشغال یک اقدام موقت است.  با این حال، در جلسه بعدی، نمایندگان گرجستان ادعای مالکیت بر تمام مناطق فرمانداری تفلیس و همچنین بخش پامباک از فرمانداری ایروان را مطرح کردند که باعث اعتراض طرف ارمنی شد. 

### درگیری ها

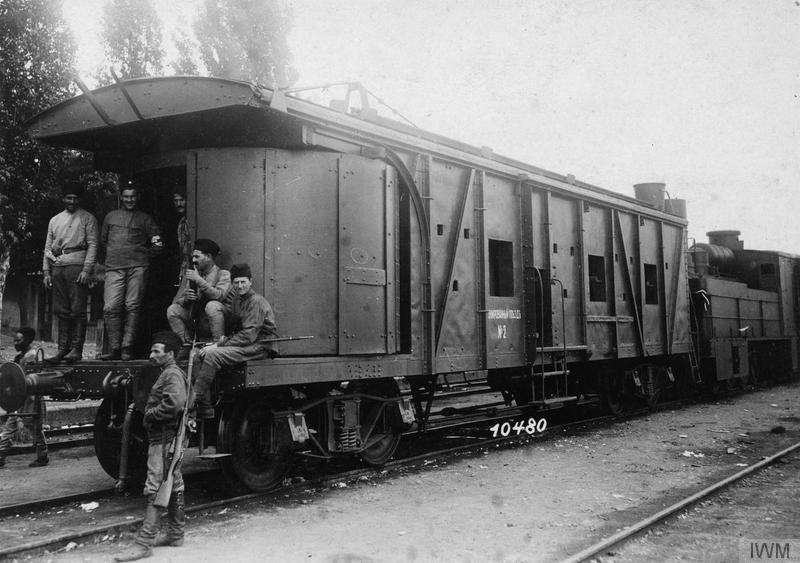
A Georgian armoured train

در اوایل اکتبر ۱۹۱۸، عثمانی‌ها از قفقاز عقب‌نشینی کردند.
جنوب لوری، که حائل ارضی بین ارمنستان و گرجستان را از بین برد.  ارتش ارمنستان به سرعت با به دست گرفتن کنترل بخش عمده‌ای از جنوب لوری در 18 اکتبر، این خلا را پر کرد و در غیاب هرگونه مقاومتی، به سمت شمال پیشروی کرد.  اولین حادثه بین ارمنستان و گرجستان در همان روز رخ داد، زمانی که یک گروه از ارتش ارمنستان ایستگاه راه‌آهن در روستای کوبر، نزدیک تومانیان امروزی را تصرف کرد و درخواست بعدی آلمانی‌ها برای عقب‌نشینی را رد کرد.  روستای دیگری به نام کورینج نیز تصرف شد. ارمنی‌ها هنگامی که گرجستان گروهی را برای مقابله با آنها فرستاد، عقب‌نشینی کردند، اما بعداً به کورینج بازگشتند و تزار را اشغال کردند.  آرشاک جمالیان، سفیر ارمنستان در تفلیس، اصرار داشت که ادعاهای ارمنی‌ها بر سر لوری غیرقابل انکار است، اما دولت او مایل است ادعاهای خود را صرفاً از طریق دیپلماتیک پیگیری کند.  پارلمان ارمنستان پیامی به همتای گرجی خود فرستاد و اعلام کرد که خواستار یک راه‌حل دوستانه "به نام روابط برادرانه چند صد ساله دو ملت" است.  دولت گرجستان در اصل با حل و فصل مسالمت‌آمیز اختلاف موافقت کرد. با این حال، نیروهای ارمنی باید روستاهای اخیراً اشغال شده را ترک می‌کردند و عملیات بیشتر در داخل فرمانداری تفلیس به عنوان یک اقدام جنگی تلقی می‌شد.  فرمانده لشکرکشی نظامی آلمان به جمالیان یادآوری کرد که آلمان موظف به دفاع از منطقه تحت الحمایه خود است. در 24 اکتبر، دولت گرجستان در لوری حکومت نظامی اعلام کرد، ژنرال تسولوکیدزه را مستقر نمود.
در ماه نوامبر و اوایل دسامبر، ارمنی‌های لوری اعتراض کردند که نیروهای گرجستانی، تحت پوشش «انجام تحقیقات»، غذا و آذوقه را از خانه‌های دهقانان ارمنی سرقت کرده و زنان را مورد آزار و اذیت قرار داده‌اند. نیروهای گرجستانی به جنایات مشابهی در آخالکالاکی متهم شدند.  کریستوفر جی. واکر، مورخ، اشغال لوری توسط گرجستان را با «بوروکراسی نظامی به سبک تزاری» مقایسه کرد.  لئو، مورخ، نوشت:
"«تاریخ دو هزار سال گذشته ما را به این نتیجه می‌رساند که نمی‌توانیم ارمنستان را در طول قرن‌ها بدون لوری تصور کنیم. این امر امروزه غیرقابل تصورتر به نظر می‌رسد، زیرا جدا کردن لوری از بدنه ارمنستان به معنای تجزیه کل گذشته و گنجینه‌های فرهنگی آن است - یعنی تن دادن به غارت دستاوردهای باشکوه صدها نسل در طول قرن‌ها."» 
دولت ارمنستان در 9 و 12 دسامبر تلاش‌هایی برای حل دیپلماتیک این اختلاف انجام داد که دولت گرجستان این شروط را رد کرد.  در 12 دسامبر، نخست وزیر ارمنستان، هوهانس کاجازنونی، پیام زیر را به همتای گرجی خود، نوئه ژوردانیا، ارسال کرد:
"«رفتار نیروهای گرجستان در بورچالو، در آن بخش از ارمنستان که به زور توسط گرجستان اشغال شده است، وضعیت غیرقابل تحملی ایجاد کرده است. تنها خروج فوری نیروهای گرجستان از آن منطقه می‌تواند از خونریزی جدید جلوگیری کند و به احیای روابط دوستانه و پایدار بین گرجستان و ارمنستان منجر شود. با این دیدگاه، دولت ارمنستان مفتخر است که به دولت گرجستان پیشنهاد دهد که نیروهای خود را بدون تأخیر بیشتر از آن بخش از ارمنستان که در داخل  قرار دارد، خارج کند.»
گرجستان شروع به جلوگیری از انتقال آذوقه خارجی از طریق راه‌آهن به ارمنستان کرده بود که منجر به قحطی شد. 

### منطقه لری
ریچارد جی. هووانیسیان، مورخ ارمنی-آمریکایی، در کتاب خود با عنوان «جمهوری ارمنستان»، تاریخ سیاسی منطقه لوری را اینگونه توصیف می‌کند
 اوچاستوک (ناحیه) لوری که بین پامباک و رودخانه خرم در دامنه‌های شمالی فلات آتشفشانی ارمنستان واقع شده است، در سال ۱۸۶۲ از استان ایروان جدا و به استان تفلیس اضافه شد. از نظر تاریخی، در زمان سلسله اشکانیان (آرشاکونی) از قرن اول تا پنجم میلادی، لوری شهرستان داشیر را تشکیل می‌داد و در زمان سلسله باگراتونی (باگراتونی) از قرن نهم تا یازدهم، هسته اصلی پادشاهی ارمنی گوگارک را تشکیل می‌داد. سپس، پس از یک دوره خراجگزاری به ترکان سلجوقی، لوری در قلمرو شاخه گرجی باگراتونی‌ها قرار گرفت، اما در نهایت به دست مغول‌ها و ایران صفوی افتاد. در اواخر قرن هجدهم، پادشاه ایراکلی دوم حاکمیت گرجستان بر این منطقه را برای چند سال احیا کرد تا اینکه تمام گرجستان شرقی در سال 1801 به روسیه ضمیمه شد. در زمان حکومت رومانوف‌ها، بیشتر لوری تاریخی به عنوان اوچاستوک لوری سازماندهی شده بود، در حالی که بقیه آن بین سه اوچاستوک دیگر منطقه بورچالو تقسیم می‌شد. جمعیت اوچاستوک لوری اساساً ارمنی بودند: 41000 نفر در سال 1914 در مقایسه با 8500 روس، 3350 یونانی، 3300 تاتار و کمتر از 100 گرجی. 5000 ارمنی دیگر در مناطق همسایه منطقه بورچالو زندگی می‌کردند و عنصر ارمنی نیز در بخش جنوبی مجاور منطقه تفلیس غالب بود. 

## جنگ

### ارمنستان
برای ارمنستان، تهدید اصلی منطقه‌ای، امپراتوری عثمانی و دیگر نیروهای ترک‌تبار بودند. از نگاه آنان، شکستن جبهه قفقاز به‌دست عثمانی‌ها، به‌منزله‌ٔ نابودی ملت ارمنی تلقی می‌شد. همین موضوع و نیز ترس از تهاجم نیروهای بیگانه، مبنای شکل‌گیری یک نیروی نظامی ملی شد، حتی پیش از آن‌که استقلال ارمنستان در سال ۱۹۱۸ اعلام شود. این طرح در ۱۱ ژوئیه ۱۹۱۷ توسط دولت موقت و فرماندهی عالی تأیید شد. ساختار سپاه برنامه‌ریزی‌شدهٔ ارمنی تفاوت چندانی با نمونهٔ گرجی آن نداشت که بعداً ایجاد شد و بخشی از الهام خود را از آموزه‌ها و سازمان نظامی روسیه گرفته بود.
برنامه‌ریزی‌ها از سال ۱۹۱۷ آغاز شده بود و ریشه در یگان‌های ارمنی داشت که از سال ۱۹۱۴ در ارتش روسیه خدمت می‌کردند. بزرگ‌ترین این واحدها (با ۱۵۰۰ نفر) را آندرانیک رهبری می‌کرد. در سال ۱۹۱۷، حدود ۸۰٬۰۰۰ ارمنی در ارتش امپراتوری روسیه خدمت می‌کردند، و تقریباً همین تعداد نیز در قفقاز حضور داشتند.
در جمهوری فدراتیو دموکراتیک ماوراءقفقاز (TDFR)، ساختار این سپاه قرار بود شامل دو لشکر پیاده، یک «لشکر ویژه»، یک لشکر توپخانه، یک تیپ سواره‌نظام و یک هنگ مهندسی باشد، که توسط شش هنگ مستقل دیگر که در نقاط مختلف از جمله فرمانداری تفلیس مستقر می‌شدند، پشتیبانی می‌گردید. یکی از این یگان‌ها برای حفاظت از خطوط راه‌آهن اختصاص داده می‌شد. لشکر ویژه قرار بود از میان ارمنیانی که از امپراتوری عثمانی گریخته بودند، نیرو جذب کند.
بر اساس طرح‌های فرماندهی، هر لشکر شامل چهار هنگ پیاده به همراه واحدهای مستقل توپخانه و سواره‌نظام بود. تیپ سواره‌نظام شامل دو هنگ سواره و دو آتشبار توپخانه می‌شد. همچنین قرار بود چندین یگان ذخیره نیز ایجاد یا درخواست شوند. در صورت تحقق، ارتش ارمنستان اندازه‌ای قابل توجه می‌داشت.
در نهایت، ارمنیان موفق شدند نیرویی بزرگ‌تر از این نیز ایجاد کنند. در ۱ ژانویهٔ ۱۹۱۸، ارتش ارمنستان حدود ۴۰٬۰۰۰ نفر نیرو داشت و از دو لشکر تفنگ‌دار، سه تیپ داوطلب، یک تیپ سواره‌نظام و چند گردان شبه‌نظامی تشکیل شده بود. بدنه اصلی این نیروها از افرادی تشکیل شده بود که در فاصلهٔ ۱۹۱۴ تا ۱۹۱۶ خدمت کرده بودند. این یگان‌ها به‌خوبی به مسلسل مجهز بودند، اما در زمینهٔ توپخانه کمبود داشتند، زیرا در این حوزه نیروهای آموزش‌دیده و مجرب کافی در اختیار نبود. هر لشکر تفنگ‌دار دارای شش آتشبار توپخانه سنگین بود، در حالی که توپ‌های سبک به نیروهای داوطلب منتقل شده بود.
طبق گفتهٔ دنیکین، در تابستان ۱۹۱۸، نیروهای ارمنی در زمان صلح حدود ۲۲٬۰۰۰ نفر بودند و در زمان جنگ می‌توانستند بیش از ۴۴٬۰۰۰ نفر نیرو جذب کنند. با این حال، این ارقام بسیار متغیر بودند و به‌احتمال زیاد در عمل بین ۱۰٬۰۰۰ تا ۱۵٬۰۰۰ نفر نوسان داشت. در همین حال، جونز اشاره کرده که تا پایان ژانویه، سه لشکر ارمنی موجود بود و جزئیات استقرار آن‌ها را نیز بیان کرده است. یکی از مشکلات اساسی، درگیری‌های مداوم با جمهوری آذربایجان بود که هزاران نفر از نیروی انسانی ارمنستان را از سرزمین اصلی دور می‌کرد.
تا ژوئن ۱۹۱۸، پس از اعلام استقلال، ارتش ارمنستان حدود ۱۲٬۰۰۰ نفر نیرو داشت و به‌تدریج به ۴۰٬۰۰۰ نفر رسید. افسران این ارتش هم از میان ارمنیان و هم روس‌ها بودند. با این حال، آلن و موراتوف گزارش داده‌اند که این نیروها ضعیف‌تر و کم‌اثرتر شدند. ۲۴ گردان تفنگ‌دار و هشت گردان داوطلب آن‌ها، در مجموع از ۱۶٬۰۰۰ تفنگ‌دار، ۱٬۰۰۰ سواره و ۴٬۰۰۰ شبه‌نظامی تجاوز نمی‌کرد. اندازهٔ گردان‌ها بین ۴۰۰ تا ۶۰۰ نفر بود. با امضای پیمان باتوم، اندازه سپاه ارمنی تا پایان ژوئیه ۱۹۱۸ به تنها یک لشکر کاهش یافت. با این حال، این محدودیت شامل یگان‌های مستقلی که در سپاه ادغام نشده و زیر نظر دولت عمل می‌کردند ـ مانند تیپ داوطلب به رهبری آندرانیک ـ نمی‌شد.
با وجود این عقب‌نشینی‌ها، ارمنستان موفق شد سپاهی کاملاً ساخت‌یافته ایجاد کند، که از نظر زمانی چندین ماه جلوتر از گرجستان بود و برای جنگ آینده آماده‌تر شد.

### گرجستان
از دیدگاه گرجستان، پیشروی‌های شمال‌شرقی و شرقی نیروهای عثمانی، تهدیدی فوری نه تنها برای آخالتسیخه و آخالکالاکی، بلکه برای تفلیس نیز محسوب می‌شد. در دوران استقلال کوتاه‌مدت جمهوری، روسیه و ترکیه همچنان تهدیدهای اصلی باقی ماندند.  در جلسه‌ای در ۲۵ مه ۱۹۱۸، دولت منشویک تصمیم گرفت که کلیه قوانین و مصوباتی که در دوران جمهوری فدرال دموکراتیک ماوراءقفقاز (TDFR) وضع شده بودند، به طور موقت در جمهوری تازه‌تأسیس ادامه یابند. باتومی به عنوان منطقه‌ای اشغالی اعلام شد. در ژوئن، ارتش گرجستان به درخواست شورای آبخاز به آن منطقه اعزام شد تا شورش‌های بلشویکی را سرکوب کند و در این روند، سوچی و توآپس را نیز از ارتش سرخ تصرف کرد. 
تا زمانی که درگیری سوچی شدت گرفت، گرجستان عملاً تحت تهاجم همزمان بلشویک‌های روسی و امپراتوری عثمانی قرار داشت، که این وضعیت تا سال ۱۹۱۹ ادامه یافت. جاه‌طلبی‌های این دو نیرو موجب شد که نیروی مسلحی منسجم شکل گیرد. پیش‌نویس طرحی که ساختار سازمانی این نیرو را مشخص می‌کرد، توسط ژنرال کوینیتادزه در ۲ ژوئن ۱۹۱۸ ارائه شد. سه روز بعد، در ۵ ژوئن، بر اساس این ساختار جدید، نام‌نویسی رسمی آغاز شد. در آن زمان تنها مردان سالم بین ۱۹ تا ۲۳ سال مجاز به خدمت بودند. در همان ماه، محافظ آلمانی گرجستان نیروهایی را برای کمک به آموزش ارتش اعزام کرد. 
خاطرات ژنرال آلمانی، فون کرسنشتاین، از دولتی لجوج در گرجستان سخن می‌گوید که ابتدا از پذیرش یک ارتش منظم طبق خواسته آلمان‌ها خودداری کرد. فشارهای وارده باعث شد که آن‌ها سرانجام به مدل خدمت اجباری تن دهند. هدف اولیه دولت تشکیل دو لشکر پیاده‌نظام، یک لشکر گارد مرزی، سه هنگ سواره‌نظام و یک بریگاد توپخانه بود، که بیشتر به ساختار ارتش سرخ شباهت داشت. شمار نیروها در زمان صلح حدود ۳۰ تا ۴۰ هزار نفر پیش‌بینی شده بود. 
کوینیتادزه می‌خواست سه لشکر تشکیل دهد تا دست‌کم بتواند در برابر احتمال تهاجم عثمانی از سوی باتومی، آرتوین، آرداهان و آخالتسیخه دفاع کند.  اختلاف نظر میان افسران آلمانی و گرجی باعث شد تصویب مدل ارتش به سبک آلمانی تا ۲۰ اوت ۱۹۱۸ به تعویق بیفتد. 
طبق قانون جدید، ارتش منظم باید از دو لشکر پیاده، یک بریگاد سواره‌نظام، یک بریگاد توپخانه، یک گروهان پشتیبانی، یک گروهان مهندسی، یک گروهان موتوری، یک گروهان زرهی و یک گروه شکاری (هوایی) تشکیل می‌شد. اما این ارتش هرگز به اندازه یا کیفیت مورد انتظار دست نیافت. تا نوامبر ۱۹۱۸، کمبود نیروی انسانی ارتش گرجستان در حدود ۶۰٪ بود و ارتش هنوز ۸۰٪ از اسب‌های مورد نیاز خود را نداشت. با وجود این وضعیت بحرانی، نیروهای گرجی با کمک گارد خلق توانستند تهاجمات بیشتر عثمانی و بلشویکی را متوقف و دفع کنند. 
در تمام سال ۱۹۱۸، اکثریت نیروهای نظامی گرجستان را یگان‌های شبه‌نظامی تشکیل می‌دادند و فقط در بحران‌هایی نظیر جنگ ارمنستان-گرجستان، نیروی بزرگی به‌طور موقت گردآوری می‌شد. ابزارهای حیاتی مانند اطلاعات نظامی تقریباً به‌طور کامل وجود نداشتند.  یگان‌های موجود گارد خلق (که به آن‌ها گارد کارگری نیز گفته می‌شد) با بی‌نظمی و ضعف انضباطی مواجه بودند، و حتی گاهی از دستورات سرپیچی می‌کردند. این یگان‌ها به دلیل رفتارهای غیرمسئولانه مورد انتقاد قرار داشتند و در حال اصلاح بودند. 
پرسنل این گارد را اعضای حزب منشویک با انگیزه‌های ایدئولوژیک تشکیل می‌دادند و گارد در کل یک نیروی رزمی منسجم محسوب نمی‌شد. این گارد شامل گردان‌های محلی بود که فقط در صورت بروز جنگ، تجمیع و تحت فرماندهی نظامی کارآمد قرار می‌گرفتند. رابطه بین گارد و ارتش منظم «نامطلوب» توصیف شده است. گارد از امتیازات بیشتری برخوردار بود و به‌طور گسترده‌ای سیاسی شده بود، به‌عنوان بازوی اجرایی و «شمشیر» دولت منشویکی ایفای نقش می‌کرد.  در حالی که ارتش منظم زیر نظر وزارت دفاع بود، کل ساختار گارد مستقیماً توسط پارلمان منشویکی کنترل می‌شد. 
لشکر دوم ارتش منظم تا پایان دسامبر ۱۹۱۸، یعنی زمانی که جنگ در حال پایان بود، به‌طور کامل سازمان یافت. بریگاد سواره‌نظام نیز اصلاً تشکیل نشد.  در گزارش‌های افسران، اغلب به کیفیت پایین نیروهای عادی اشاره می‌شد، که فقط برای چند روز به خدمت فراخوانده می‌شدند، در حالی که فقط تعداد اندکی از آن‌ها عملکرد قابل‌تحسینی داشتند. استثناهایی مانند هنگ‌های پنجم و ششم لشکر اول وجود داشتند که از سطح سازماندهی برتری برخوردار بودند. 

### نا آرامی ها در لری
پس از عقب‌نشینی نیروهای عثمانی از جنوب لوری در اکتبر ۱۹۱۸، نیروهای ارمنی کنترل این منطقه را به‌دست گرفتند و در نتیجه مرزی میان ارمنستان و گرجستان شکل گرفت. در واکنش به این وضعیت، طرف گرجی پادگان خود را در مناطق شمالی تقویت کرد. مردم محلی مجبور شدند محل اسکان و تدارکات برای سربازان گرجی فراهم کنند و تحت بازرسی‌ها و رفتارهای ناپسند و بی‌انضباط سربازان قرار گرفتند. در روستای «اوزونلار»، دهقانان ارمنی در برابر این بازرسی‌های شدید مقاومت کردند. در واکنش، نیروهای گرجی کمیسر روستا را کتک زدند و یک مقام رسمی را کشتند.
یک تحقیق نظامی گرجی تأیید کرد که سربازان گرجی آغازگر ماجرا بودند و خواستار تعویض این نیروها شد، اما نتیجه گرفت که به دلیل ماهیت سازمان‌یافته مقاومت، روستای اوزونلار باید بازرسی و خنثی شود.
تا اوایل دسامبر، شورش در شمال لوری قریب‌الوقوع به‌نظر می‌رسید. فرستادگان ارمنی از اوزونلار به ستاد گرجی‌ها در نزدیکی «ساناهین» سفر کردند تا علیه خشونت‌ها اعتراض کنند. ژنرال تسولوکیدزه این نمایندگان را دستگیر کرد و یگانی را برای سرکوب ناآرامی‌ها اعزام کرد. طبق گزارش‌ها، نیروهای او مورد حمله قرار گرفتند، در حالی‌که ارامنهٔ اوزونلار ادعا می‌کردند روستای آن‌ها به مدت دو روز گلوله‌باران شده‌است، در حالی‌که گرجی‌ها می‌گفتند روستاییان به‌سوی نیروهایشان شلیک کرده‌اند.
به گفتهٔ تسولوکیدزه، نیروهای ارمنی از هنگ چهارم پیاده‌نظام که با لباس غیرنظامی فعالیت می‌کردند، در حال تحریک شورش بودند. آن‌ها یک واحد سواره‌نظام و پادگان اوزونلار را خلع سلاح کرده بودند. سپس نیروی کمکی اعزام‌شده با رگبار گلوله روبرو شد. روز بعد، نیرویی ارمنی متشکل از ۳۵۰ نفر به دو واحد گرجی حمله کرد و چریک‌ها چندین سرباز گرجی را با پرتاب صخره از بالای کوه له کردند.
تسولوکیدزه اطمینان داشت که با واحدهای منظم ارتش ارمنستان مواجه است، زیرا دستورات به زبان روسی صادر شده بود؛ زبانی که فرماندهی ارتش ارمنستان از آن استفاده می‌کرد. از نگاه او، خودِ شهر ساناهین نیز در خطر بود. طرف ارمنی می‌گفت تا اواسط دسامبر هیچ نیروی منظم نظامی درگیر نبوده، اما فشارها و سرکوب‌های وارده به دهقانان محلی چنان شدید شده بود که دیگر قابل تحمل نبود.
ژنرال گوگوادزه، فرمانده قطارهای زرهی، به دولت گرجستان اطلاع داد که خطوط راه‌آهن بین ساناهین و آلاوردی خرابکاری شده است، در حالی‌که تسولوکیدزه ادعا کرد که نیروهایش در آلاوردی توسط نیروهای ارمنی سرکوب شده‌اند. طرف گرجی روستاهای ارمنی را به پناه‌دادن به نیروهای ارتش ارمنستان متهم کرد.

### عملیات های ارامنه

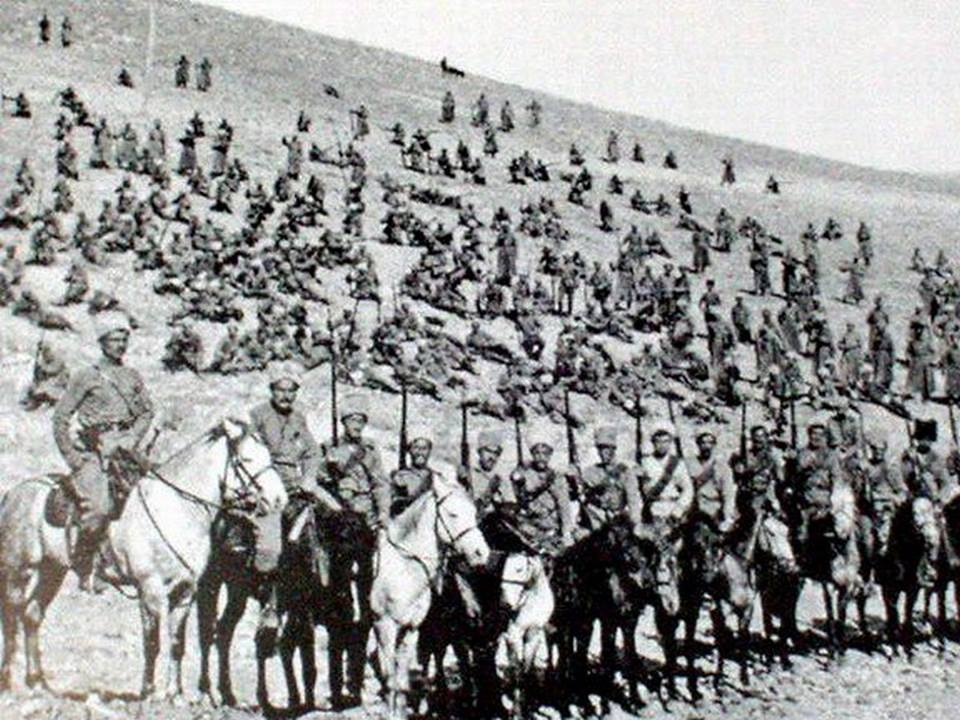
نیرو های ارمنی در ۱۹۱۸

در ۱۳ دسامبر، پس از شکست مذاکرات صلح، دولت ارمنستان به ژنرال دراستامات کانایان دستور داد تا نیروهای گرجی را از لوری بیرون کند. اسناد به دست آمده نشان می‌داد که ایروان برنامه‌های مفصلی برای تصرف مناطق تا رودخانه خرامی در داخل خاک گرجستان تنظیم کرده بود. این برنامه‌ها با حرکات و فعالیت‌های بعدی نیروهای ارمنی تأیید شدند.
کانایان فرماندهی نیرویی متشکل از ۲۸ گردان پیاده‌نظام، چهار اسکادران سواره‌نظام، شامل نیروهای ذخیره، و مجهز به ۲۶ مسلسل و هفت توپ کوهستانی را بر عهده داشت. هرچند ارمنستان از نظر نفرات، تدارکات و مهمات نسبت به گرجستان کمتر بود، اما نیروهایش مزیت غافلگیری و نفوذ به سرزمینی دوستانه را داشتند و از حمایت مردم محلی ارمنی و پارتیزان‌ها بهره‌مند بودند.
نیروهای ارمنی به سرعت پیشروی‌های مهمی انجام دادند. هنگ‌های چهارم، پنجم و ششم در سه ستون به فرماندهی سرهنگ‌های تر-نیکوغوسیان، نسترُفسکی و کورولکوف به سمت خط روستاهای ورونتسوفکا، پریولنویه، اُپرت و هایروم حرکت کردند. همان روز بعدازظهر، ارمنی‌ها هاگپات را تصرف کردند و ژنرال واردن تسولوکیدزه مجبور به تخلیه مقر فرماندهی گرجی‌ها در ساناهین شد. تا ۱۵ دسامبر، ارتش ارمنستان ورونتسوفکا، پریولنویه، ساناهین، میخاییلوفکا، آلاوردی و ارتفاعات بین هاگپات و آخاوا را به کنترل خود درآورد.
گرجی‌ها کشته‌ها و زخمی‌های خود را پشت سر گذاشتند و ارمنی‌ها تقریباً صد سرباز گرجی، تعدادی اسب سواره‌نظام، ۵۰ واگن بار، یک لکوموتیو و چند مسلسل و توپ کوهستانی را به غنیمت گرفتند.
در ۱۶ دسامبر، جناح چپ ارمنی به فرماندهی تر-نیکوغوسیان از لوری به داخل خاک اصلی گرجستان در بولنیس-خاچن و کاتریننفلد پیشروی کرد، در حالی که جناح راست به فرماندهی کورولکوف هایروم را تصرف نمود. نیروهای گرجی که عمدتاً از واحدهای گارد مردم تشکیل شده بودند، در کاتریننفلد و بعداً شولاور مقاومت ضعیفی نشان دادند که سایر نیروها را نیز در خطر قرار داد. حمله غافلگیرانه در هایروم به گرجی‌ها ۵۰۰ کشته، زخمی یا اسیر دیگر تحمیل کرد.
در ۱۷ دسامبر، هنگ‌های پنجم و ششم پیاده‌نظام گرجی در محاصره دو حمله ارمنی قرار گرفتند و توانستند فرار کنند اما ۶۰ تلفات دیگر دادند و مجبور شدند دو توپ میدانی و بیست و پنج مسلسل را رها کنند. ارمنی‌ها همچنین دو قطار زرهی کامل گرجی و واگن شخصی تسولوکیدزه را در ایستگاه آختالا به دست آوردند. تسولوکیدزه به ساداخلو عقب‌نشینی کرد و تا ۱۸ دسامبر ستون تحت فرمان تر-نیکوغوسیان بولنیس-خاچن را تصرف کرده بود. در تفلیس، حالت فوق‌العاده اعلام شد.
در ۱۸ دسامبر، وزیر جنگ گرجستان، گریگول گورگادزه، هزار نیروی پیاده‌نظام، یک اسکادران سواره‌نظام و آخرین قطار زرهی را به ساداخلو فرستاد. با این حال، جناح راست ارمنی به دنبال نیروهای اصلی گرجی در ساداخلو بود و در ۲۰ دسامبر شولاور را نیز تصرف کرد. ارمنی‌ها به رودخانه خرامی نزدیک شده بودند. دیگر یگان‌ها به سمت ساداخلو حرکت کردند اما زیر آتش قطار زرهی قرار گرفتند و اولین تلفات سنگین خود را متحمل شدند. ریل‌های پشت سر گرجی‌ها بریده شده بود و آنها در خطر محاصره بودند.
در ۲۲ دسامبر، ارمنی‌ها بار دیگر به ساداخلو حمله کردند و ایستگاه و حومه روستا را گرفتند اما توسط نیروهای گرجی و قطار زرهی آن‌ها عقب زده شدند. کانایان دوازده گردان برای حمله کامل بسیج کرد. در ۲۳ دسامبر، پس از ساعت‌ها جنگ شدید، ارمنی‌ها روستای استراتژیک را تصرف کردند. آنها ۱۳۲ اسیر گرجی، بیش از صد واگن بار مواد غذایی و مهمات، دو مسلسل و سه قطار به دست آوردند. تلفات ارمنی ۷ کشته و ۱۱ زخمی بود.
پس از تصرف ساداخلو، تسولوکیدزه از فرماندهی برکنار و جایگزینش ژنرال جورجی مازنیاشویلی شد. ارتش ارمنستان اکنون در فاصله ۳۰ مایلی پایتخت گرجستان، تفلیس بود. نیروهای ارمنی به پیشروی خود در ۲۴ دسامبر ادامه دادند اما روز بعد گرجی‌ها با ۱۰۰۰ نیروی تازه و هواپیما تقویت شدند که شولاور را بمباران کردند. در ۲۵ دسامبر، هیئت‌های متفقین در تفلیس دخالت کردند و خواستار پایان جنگ شدند.

### دخالت متحدین
کمیسیون نظامی متفقین به ریاست سرهنگ‌های درجه دو آر. پی. جوردن (بریتانیا) و پی. آ. شارینی (فرانسه) در تفلیس مستقر شده بود. وزیر امور خارجه گرجستان، یوجنی گگچکوری، در ۱۵ دسامبر از آن‌ها درخواست مداخله کرد. جوردن پیشنهاد داد که تمامی نیروهای ارمنی و گرجی از منطقه مورد مناقشه عقب‌نشینی کنند و این منطقه تا تعیین وضعیت نهایی در کنفرانس صلح پاریس توسط نیروهای بریتانیایی تحت کنترل قرار گیرد. گگچکوری نیز با حفظ وضع موجود پیش از جنگ (status quo ante bellum) موافق بود.
نمایندگان ارمنی در تفلیس در این مذاکرات اولیه حضور نداشتند. بریتانیایی‌ها و فرانسوی‌ها تا ۲۵ دسامبر تنها به نخست‌وزیر کازانونی پیام داده بودند، که دیپلمات آرشاک جمالیان برای مذاکره فرستاده شد. جمالیان به این روند یک‌جانبه اعتراض کرد و الحاق هرگونه سرزمینی که تحت کنترل ارمنی‌ها بود را رد نمود.
متفقین در ۲۵ دسامبر تصمیم خود را به ایروان ابلاغ کردند. تا این زمان، تمامی منطقه لوری و بخش بزرگی از بورچالی تحت کنترل نیروهای کانایان بود:
 Major General Rycrof سرلشکر رایکرافت که اکنون در تفلیس است، شارینی از هیئت فرانسوی، همراه با ژوردانیا و در حضور جمالیان، تصمیم گرفتند که فعالیت‌های نظامی متوقف شود و با وجود اعتراض جمالیان، کمیسیونی مشترک متشکل از نمایندگان انگلیسی، فرانسوی، ارمنی و گرجی تشکیل شود تا به خط مقدم بروند و این تصمیم را اجرا کنند. این کمیسیون تعداد گاردهای گرجی که باید در بخش شمالی حوزه بورچالی باقی بمانند و تعداد گاردهای ارمنی در بخش جنوبی را تعیین خواهد کرد. همچنین درباره تعداد گاردهای گرجی در آخالکلک تصمیم‌گیری خواهد شد، با این شرط که این تعداد به حداقل ممکن برسد. گرجی‌ها باید خط فعلی خود را حفظ کنند، در حالی که ارمنی‌ها باید به محیط دزگ-جلالوغلی عقب‌نشینی کنند. نیروهای بریتانیایی در میان نیروهای گرجی و ارمنی مستقر خواهند شد و اداره‌ای مشترک در آن منطقه ایجاد خواهند کرد، در حالی که اداره گرجی در آخالکلک تحت نظارت متفقین قرار خواهد گرفت و تضمین می‌شود که نمایندگان ارمنی و مسلمان نیز در این اداره حضور داشته باشند. به‌زودی نمایندگان گرجی و ارمنی به اروپا خواهند رفت تا مرزهای نهایی توسط قدرت‌های بزرگ تعیین شود.
این تصمیم توسط رایکرافت، شارینی و ژوردانیا امضا شد که از فرماندهان نظامی ارمنی و گرجی خواستند فعالیت‌های خود را متوقف کنند. متفقین تصمیم گرفتند این طرح را با یا بدون تأیید دولت ارمنستان اعمال کنند. مقام‌های ارمنی تصمیم گرفتند به آتش‌بس تن دهند به شرط آنکه اجازه داشته باشند هیئتی را به تفلیس بفرستند تا هر ابهامی در توافقنامه را حل و فصل کنند. آتش‌بس مقرر بود در ۳۱ دسامبر ۱۹۱۸ برقرار شود.

### ضدحملات گرجی‌ها و درگیری‌های نهایی
هر دو طرف تلاش کردند پیش از اجرای آتش‌بس، موقعیت‌های مناسبی را حفظ کنند. سربازان ارمنی به مدت دو هفته بدون استراحت به پیشروی پرداخته بودند. دولت قادر به ارسال نیروهای کمکی نبود و مهمات نیروهای ارمنی عمدتاً شامل نان و مهماتی بود که از گرجی‌ها به دست آورده بودند. همچنین شیوع بیماری تیفوس رخ داده بود. در مقابل، گرجی‌ها توانستند به سرعت نیروهای کمکی ارسال کرده و عملیات خود را برنامه‌ریزی کنند، زیرا درگیری‌ها بسیار نزدیک به تفلیس بود.
چندین درگیری پراکنده بین ۲۵ تا ۲۷ دسامبر رخ داد. هرچند تلاش‌های گرجی‌ها جسورانه‌تر شده بود، تغییرات موقعیت‌ها در این روزها کم بود. در ۲۸ دسامبر، گرجی‌ها با نیرویی متشکل از ۳۵۰۰ نفر به فرماندهی مازنیاشویلی موفق به شکست خط دفاعی و تصرف شولاور و چندین روستای کوچک شدند. ارمنی‌ها حدود ۲۰۰ کشته و زخمی داشتند. در دو روز بعدی، ارمنی‌ها و گرجی‌ها برای کنترل روستای سداخلو جنگیدند و این منطقه چند بار دست به دست شد. نهایتاً دو ارتش در یک حالت بن‌بست مستقر شدند؛ ارمنی‌ها در ایستگاه و گرجی‌ها در خود روستا.
نبردهای نهایی در ۳۱ دسامبر، پیش از آغاز آتش‌بس در نیمه‌شب، رخ داد. ارمنی‌ها در ستون‌های مرکزی و راست خود به دستاوردهای استراتژیک رسیدند، اما ستون چپ که به تیفوس مبتلا شده بود، عقب رانده شد. در اواخر بعدازظهر، سربازان ارمنی دور زده و ارتفاعات شرقی سداخلو را تصرف کردند. علاوه بر این، راه‌آهن منتهی به شولاور در مامای نیز توسط ارمنی‌ها قطع شد. در پایان روز، هر دو ارتش در خطوط نامنظمی مستقر شده بودند؛ شمال، جنوب و شرق سداخلو تحت کنترل ارمنی‌ها و گرجی‌ها در بخش‌های قابل توجهی در جنوب غربی روستا پیشروی کرده بودند.

## آزار و اذیت ارمنی‌ها در گرجستان
در طول جنگ، ارامنه ساکن گرجستان با آزار و اذیت شدید مواجه شدند و بسیاری بدون هیچ دلیلی بازداشت شدند. چندین سازمان، از جمله مؤسسات خیریه مربوط به پناهندگان و یتیمان، تعطیل شدند. روزنامه‌های ارمنی ممنوع اعلام گردیدند و اعضای شورای شهر تیفلیس که دارای پیشینه ارمنی بودند نیز بازداشت شدند. فرماندار تیفلیس اعلام کرد که هر شهروند ارمنی عملاً یک اسیر جنگی فنی به حساب می‌آید.  بسیاری از ارامنه بازداشت شده مورد باج‌گیری قرار گرفته و در صورت امتناع از پرداخت، تهدید به اعدام می‌شدند. 
```
مبلغ گروگان‌گیری‌ها بین ۵۰ تا ۵۰٬۰۰۰ 
روبل
 متغیر بود. 
[
۵
]
 حتی پس از اعلام آتش‌بس، هزاران نفر در تاریخ ۵ ژانویه ۱۹۱۹ بازداشت شدند. 
[
۴
]
```

در ژانویه ۱۹۱۹، صدها ارمنی بازداشت شده به سمت کوتائیسی منتقل شدند و به عنوان اسیر جنگی به نمایش گذاشته شدند. در واقع گرجستان در طول جنگ تعداد کمی از سربازان ارمنی را به اسارت گرفته بود. این نمایش‌ها برای اثبات روایت رسمی دولت گرجستان از جنگ به عنوان یک پیروزی بزرگ گرجی برگزار شد. 
آزار و اذیت‌ها در روستاهای اطراف تیفلیس شدیدتر بود. در روستای بولنیس-خاچن، شبه‌نظامیان گرجی مرتکب چندین قتل، تجاوز و غارت شدند. کشاورزان ارمنی از غلات، محصولات کشاورزی، پارچه‌ها، دام و سایر اموال خود محروم شدند. چندین خانه نیز تخریب گردید. در بیلی-کلیوخ، سربازان گرجی به یتیم‌خانه‌ای مراجعه کردند و خواستار زنان شدند. پس از اینکه کسی پیدا نکردند، به دختران نابالغ تجاوز کردند.   چند روز بعد دوباره به همان یتیم‌خانه بازگشتند و تجاوزهای بیشتری انجام دادند. درخواست‌هایی برای رسیدگی به مقامات گرجی ارسال شد، اما این درخواست‌ها نادیده گرفته شدند. 

## سرانجام
در ژانویه سال ۱۹۱۹ گرجستان و ارمنستان با دخالت انگلستان به جنگ پایان داده و توافق‌نامه صلح را امضا کردند. پس از آن سربازان گرجی و ارمنی قلمرو مورد مناقشه را ترک کردند و هر دو طرف توافق کردند که مذاکراتی درخصوص تعیین یک منطقه بی‌طرف را آغاز کنند. منطقه بی‌طرف بعدها بین گرجستان شوروی و ارمنستان شوروی تقسیم شد.